# 兰卡斯特大学管理学院
蘭卡斯特大學管理學院 (Lancaster University Management School，簡稱LUMS、蘭卡斯特商學院、蘭卡商學院) 是蘭卡斯特大學於1964年成立的管理學院，為一所排名前10位英國頂尖商學院之一，同時也是全英唯二獲得最高級別六星研究水準的商學院。

## 概述
蘭卡斯特商學院由八个系所组成，包括熱門科系MBA、會計金融、市场营销、项目管理、商業分析等等。學院主體大樓是一座2005年落成的现代化建築，设有全方位的商業與管理科目，授予本科和研究生(包括MBA和PhD)学位, 并提供各种高级管理课程。2019年蘭卡斯特大學更耗資1880萬英鎊(£18.8m)為該商學院打造一座全新建築‘West Pavilion’，以提供最先進的技術設備與和創新的學習空間。

## 排名
蘭卡斯特商學院的排名、認證以及聲望處於全英領先地位，在各大排行榜中長年穩居英國前10位，世界100大商學院。該院榮獲六星级研究水平以及英國TEF教学卓越框架金獎的教学水準而享誉世界。蘭卡斯特商學院擁有世界上少數能得到的三重認證（AACSB, AMBA, EQUIS），目前全球僅不到1%的商学院能够獲得該殊榮。
該學院在2012年的泰晤士高等教育世界大學排名(The Times Higher Education World University Ranking)被評選為年度最佳商學院。2020年所有商科碩士專業申請人數約14500人，該院僅錄取950人，錄取率更在10%以下。每年申請競爭激烈及極低的錄取率，讓蘭卡斯特商學院被譽為全英國最難進的商學院之一。
蘭卡斯特金融碩士在Financial Times排名長年穩居世界前100名，表現十分傑出。2018年金融碩士(Master in Finance)專業排名位於全球第29名，英國第5名。2018年管理碩士(Master in Management)專業排名位於全球第61名，英國第6名。2019年工商管理碩士(MBA)專業排名位於全球第91名，英國第11名。蘭卡斯特大學管理學院經常被QS、TIMES、英國衛報和完全大學指南名列為英國前十大商學院與世界百大商學院。

## 課程
兰卡斯特大学管理学院開設由本科至深造課程,科目種類多元化.

### 本科課程
- 會計及金融(榮譽)文學士/理學士
- 金融(榮譽)理學士
- 會計及經濟(榮譽)文學士
- 金融及經濟(榮譽)理學士
- 會計,金融及數學(榮譽)理學士
- 會計,金融及電腦科學(榮譽)理學士
- 會計,審計及金融(榮譽)理學士(與安永會計師事務所合辦)
- 商務研究(榮譽)理學士(可選擇會計或金融專修)
- 經濟(榮譽)文學士
- 商業經濟(榮譽)文學士
- 經濟及數學(榮譽)文學士
- 經濟及政治(榮譽)文學士
- 經濟及地理(榮譽)文學士
- 經濟及國際關係(榮譽)文學士
- 哲學,政治及經濟(榮譽)文學士
- 歐洲管理(榮譽)工商管理學士
- 歐洲語言及管理(榮譽)文學士
- 管理學(榮譽)工商管理學士
- 管理及創業(榮譽)文學士
- 管理及資訊系統(榮譽)理學士
- 管理及電信學(榮譽)理學士
- 管理及電信學理學碩士(本科)
- 管理及組織學(榮譽)文學士
- 管理及組織學(榮譽)文學士(人力資源管理專修)
- 美國研究及管理學(榮譽)文學士
- 組織學及心理學(榮譽)文學士
- 組織學及社會學(榮譽)文學士
- 管理科學(榮譽)理學士
- 營運管理(榮譽)理學士
- 項目管理(榮譽)理學士
- 管理數學(榮譽)理學士
- 商業電腦應用及資訊系統(榮譽)理學士
- 商業管理及資訊系統(榮譽)理學士
- 市場學(榮譽)理學士
- 市場營銷管理(榮譽)理學士
- 廣告及市場學(榮譽)文學士

### 修課式深造課程
- 工商管理硕士
- 高级管理人员工商管理硕士
- 会计与金融管理硕士
- 高级營销管理硕士
- 市場行销硕士
- 电子商务与创新硕士
- 金融硕士
- 計量金融碩士
- 人力资源和知识管理硕士
- 人力资源发展和咨询硕士
- 信息技术，管理和组织重塑硕士
- 国际商务硕士（经济学）
- 管理学硕士
- 货币，银行和财政硕士（经济学）
- 运筹学硕士
- 项目管理硕士
- 管理学习和领导艺术硕士
- 国际实务管理学硕士

### 研究式深造課程
- 会计和金融研究式硕士
- 高级营销管理研究式硕士
- 金融学研究式硕士
- 国际商务研究式硕士 （经济学）
- 信息技术，管理和组织重塑研究式硕士
- 管理学研究式硕士
- 管理科学研究式硕士
- 人力资源和知识管理硕士
- 人力资源发展和咨询硕士
- 哲學博士

## 著名校友
| Name              | Programme of Study       | Year | Current Status                                                                           |
| ----------------- | ------------------------ | ---- | ---------------------------------------------------------------------------------------- |
| Antony Burgmans   | MA Marketing             | 1971 | chairman – Unilever                                                                      |
| Gillian Merron    | BSc Management Science   | 1980 | Held an MP seat for Lincolnshire and Minister of State for Public Health until May 2010. |
| Nahed Taher       | PhD Economics            | 2001 | Founder and CEO – Gulf One Investment Bank                                               |
| Ricky Wong        | BA Accounting & Finance  | 2002 | CEO – Asia Media                                                                         |
| Richard Allinson  | BSc Economics            | 1980 | BBC Radio 2 Broadcaster                                                                  |
| Richard Cousins   | MSc Operational Research | 1981 | CEO – Compass Group                                                                      |
| Rob Holden        | BA Economics             | 1977 | Former CEO – Crossrail (till 2011)                                                       |
| Randall Zindler   | MBA                      | 1999 | CEO – Medair                                                                             |
| Gian Fulgoni      | MA Marketing             | 1970 | Founder & chairman – ComScore                                                            |
| John C. Hull      | MA Operational Research  | 1969 | professor of Derivatives & Risk Management – University of Toronto                       |
| W. Brian Arthur   | MA Operational Research  | 1967 | Economist – Santa Fe Institute & Stanford University                                     |
| Rainer Hersch     | BA Economics             | 1985 | Comedian                                                                                 |
| Ruth Dianne Hines | PhD Accounting           | 1994 | Accounting academic, poet, and children's author                                         |
| Collette Roche    | BBA Management           | 1997 | Chief Operating Officer at Manchester United Football Club                               |